# San Rafael, Zacapoaxtla
San Rafael är en ort i Mexiko.   Den ligger i kommunen Zacapoaxtla och delstaten Puebla, i den sydöstra delen av landet, 160 km öster om huvudstaden Mexico City. San Rafael ligger 2 392 meter över havet och antalet invånare är 106.
Terrängen runt San Rafael är kuperad. Runt San Rafael är det ganska tätbefolkat, med 72 invånare per kvadratkilometer. Närmaste större samhälle är Zaragoza, 6,7 km öster om San Rafael. Trakten runt San Rafael består till största delen av jordbruksmark.